# Episodi di Law & Order - I due volti della giustizia (quarta stagione)
La quarta stagione della serie televisiva Law & Order - I due volti della giustizia, composta da 22 episodi, è stata trasmessa in prima visione negli Stati Uniti, sul canale NBC, dal 15 settembre 1993 al 25 maggio 1994.
In Italia è stata trasmessa in prima visione e in disordine su Rai 2 dal 4 maggio al 28 maggio 1998.
| nº | Titolo originale         | Titolo italiano             | Prima TV USA      | Prima TV Italia |
| -- | ------------------------ | --------------------------- | ----------------- | --------------- |
| 1  | Sweeps                   | Indice d'ascolto            | 15 settembre 1993 | 11 maggio 1998  |
| 2  | Volunteers               | Vigilantes                  | 29 settembre 1993 | 16 maggio 1998  |
| 3  | Discord                  | Rifiuto                     | 6 ottobre 1993    | 14 maggio 1998  |
| 4  | Profile                  | Profilo di un serial killer | 13 ottobre 1993   | 12 maggio 1998  |
| 5  | Black Tie                | Abito da sera               | 20 ottobre 1993   | 6 maggio 1998   |
| 6  | Pride and Joy            | Un figlio modello           | 27 ottobre 1993   | 8 maggio 1998   |
| 7  | Apocrypha                | Falsi profeti               | 3 novembre 1993   | 15 maggio 1998  |
| 8  | American Dream           | Sogno americano             | 9 novembre 1993   | 18 maggio 1998  |
| 9  | Born Bad                 | Una questione di cromosomi  | 16 novembre 1993  | 19 maggio 1998  |
| 10 | The Pursuit of Happiness | Alla ricerca della felicità | 1º dicembre 1993  | 7 maggio 1998   |
| 11 | Golden Years             | Anni d'oro                  | 5 gennaio 1994    | 9 maggio 1998   |
| 12 | Snatched                 | Anonima sequestri           | 12 gennaio 1994   | 21 maggio 1998  |
| 13 | Breeder                  | Asta indegna                | 19 gennaio 1994   | 20 maggio 1998  |
| 14 | Censure                  | Un giudice da giudicare     | 2 febbraio 1994   | 22 maggio 1998  |
| 15 | Kids                     | Ragazzi                     | 9 febbraio 1994   | 25 maggio 1998  |
| 16 | Big Bang                 | Big Bang                    | 2 marzo 1994      | 23 maggio 1998  |
| 17 | Mayhem                   | Menomazione                 | 9 marzo 1994      | 26 maggio 1998  |
| 18 | Wager                    | Scommesse                   | 30 marzo 1994     | 5 maggio 1998   |
| 19 | Sanctuary                | Le radici dell'odio         | 13 aprile 1994    | 27 maggio 1998  |
| 20 | Nurture                  | Dedizione                   | 4 maggio 1994     | 13 maggio 1998  |
| 21 | Doubles                  | Doppio                      | 18 maggio 1994    | 4 maggio 1998   |
| 22 | Old Friends              | Una famiglia pericolosa     | 25 maggio 1994    | 28 maggio 1998  |